# Münster-Sarmsheim
Münster-Sarmsheim è un comune di 2.848 abitanti della Renania-Palatinato, in Germania.
Appartiene al circondario (Landkreis) di Magonza-Bingen (targa MZ) ed è parte della comunità amministrativa (Verbandsgemeinde) di Rhein-Nahe.
Il territorio comunale è bagnato dalle acque del fiume Nahe, affluente diretto del Reno.